# Synodus saurus
Synodus saurus е вид лъчеперка от семейство Synodontidae. Видът не е застрашен от изчезване.

## Разпространение и местообитание
Разпространен е в Албания, Алжир, Американски Вирджински острови, Ангуила, Антигуа и Барбуда, Барбадос, Бахамски острови, Бермудски острови, Бонер, Босна и Херцеговина, Британски Вирджински острови, Гваделупа, Гвинея, Гибралтар, Гренада, Гърция, Доминика, Египет, Израел, Испания (Канарски острови), Италия, Кабо Верде, Кипър, Либия, Ливан, Малта, Мароко, Мартиника, Монако, Монсерат, Португалия (Азорски острови и Мадейра), Саба, Свети Мартин, Сейнт Винсент и Гренадини, Сейнт Китс и Невис, Сейнт Лусия, Сен Естатиус, Синт Мартен, Сирия, Словения, Тринидад и Тобаго, Тунис, Турция, Франция и Хърватия.
Обитава пясъчните дъна на морета. Среща се на дълбочина от 11 до 150 m, при температура на водата от 20,1 до 27,5 °C и соленост 35,2 – 36,8 ‰.

## Описание
На дължина достигат до 40 cm.